# Centrophorus niaukang
Centrophorus niaukang är en hajart som beskrevs av Teng 1959. Centrophorus niaukang ingår i släktet Centrophorus och familjen Centrophoridae. IUCN kategoriserar arten globalt som nära hotad. Inga underarter finns listade i Catalogue of Life.